# Megachile walkeri
Megachile walkeri is een vliesvleugelig insect uit de familie Megachilidae. De wetenschappelijke naam van de soort is voor het eerst geldig gepubliceerd in 1896 door Dalla Torre.